# Maskeradbalen (opera)

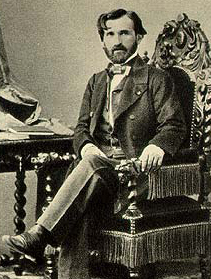
Verdi 1859

Maskeradbalen (italienska: Un ballo in maschera) är en italiensk opera i tre akter med musik av Giuseppe Verdi. Libretto av Antonio Somma baserat på Eugène Scribes libretto till Daniel-Francois Aubers opera Gustave III ou le Bal masqué.

## Historia

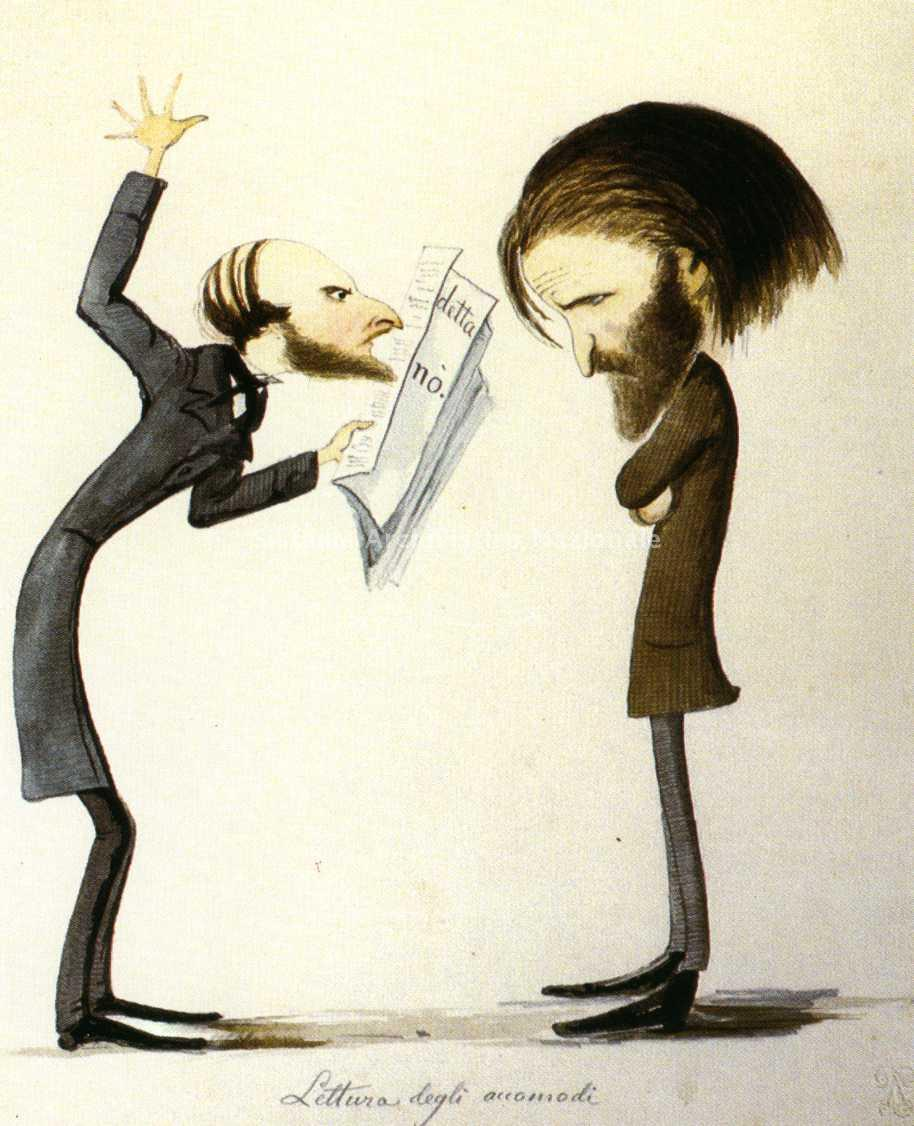
Karikatyr av Verdi och Neapels censor ritad av Delfico 1859.

Scribe skrev ursprungligen sitt libretto om mordet på Gustav III till Rossini, men det var Auber som 1833 satte musik till den. 1857 började Verdi intressera sig för Scribes text och bad Somma bearbeta den efter Verdis egna föreskrifter. Kung Gustav III blev därför till hertig av Pommern och titeln ändrades till La vendetta in domino. Operan var tänkt för Teatro San Carlo i Neapel, men då Verdi kom dit i januari 1858 fick han stora problem med censurmyndigheterna, som efter italienaren Felice Orsinis attentatsförsök mot den franske kejsaren Napoleon III utanför operan i Paris, inte ville tillåta att man visade ett kungamord på scenen. 
Flera krav på ändringar ställdes: handlingen skulle förläggas till medeltiden då den inte fick utspelas i Sverige, huvudpersonen fick inte vara en kung, mördarens hustru måste göras om till hans syster. Festen som omramade mordet skulle strykas och titeln måste följaktligen också ändras. Luigi Alberti, chef för San Carloteatern, skrev ett nytt libretto: Adelia degli Adimari och förlade handlingen till Florens 1385. 
Verdi vägrade godkänna denna version och vände sig istället till operahuset i Rom, där operan tilläts om den utspelades utanför Europa. Efter olika idéer bestämde sig Verdi för 1600-talets Boston och arbetsnamnet på operan blev åter La vendetta in domino men ändrades slutligt till Un ballo in maschera. Kung Gustav blev greve Riccardo Warwick, guvernör i Massachusetts, och mördaren Anckarström blev guvernörens sekreterare Renato. "Bostonversionen" uruppfördes på Teatro Apollo i Rom den 17 februari 1859 och sattes därefter upp i New York 11 februari och i London 15 juni 1861. 

### Den svenska premiären
Den svenska premiären ägde rum på Stockholmsoperan den 12 februari 1927 och den iscensattes åter med premiär den 21 oktober 1958 i en nyöversättning av Erik Lindegren. I sin bearbetning tonade Lindegren ned det romantiska inslaget och lyfte istället fram det politiska motivet. Av den anledningen ersatte han Anckarström med den fiktiva gestalten greve Holberg (ett namn som han lånade från en bifigur i Scribes libretto) och lät istället Anckarström inta greve Ribbings plats. I den svenska versionen är det alltså Holberg och inte Anckarström som begår mordet på kungen. Lindegren återskapade den gustavianska epoken genom att citera svenska författare såsom Kellgren, Bellman och Lidner. Vid premiären sjöng Ragnar Ulfung rollen som Gustav III. Uppsättningen spelades 220 gånger fram till 1980.
Den sattes upp på Göteborgsoperan med premiär den 14 september 2002 (i nyupptäckt originalversion), på  Folkoperan med premiär den 22 juni 2003, och åter på Folkoperan 2012 i en ny version i regi av Mellika Melouani Melani samt senare samma höst på Kungliga Operan i regi av Tobias Theorell. På Malmö Opera hade den premiär den 26 mars 2016 i regi av Leo Muscato.

## Operans persongalleri

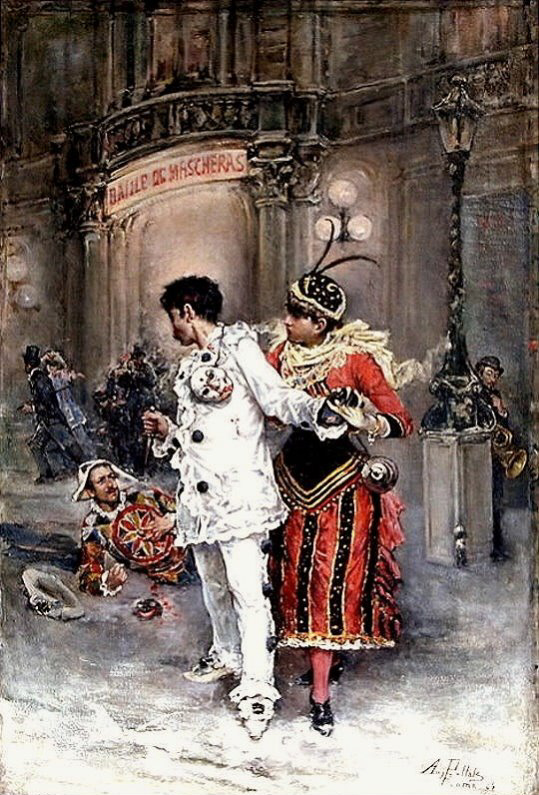
Scen ur operan målad i olja av August Pollak.

- Gustav III: Rollen som Gustav III är ett viktigt tenorparti, men är knappast lämpad för en hjältetenor eller en dramatisk tenor, utan snarare för en lyrisk tenor med skådespelartalang. Kungen är en sympatisk, varmhjärtad operahjälte, som på grund av vänskap avstår från sin stora kärlek.[5]  På grund av en liten flirt måste den mest älskvärde av alla Verdis tenorhjältar dö. Det är enda gången i Verdis operor som en man ger upphov till en katarsis. Kungen är visserligen inte lika fläckfri som Verdis änglalika hjältinnor, men han är egentligen oskyldig och faller offer för ett missförstånd. Den stora dramatiska effekten som Scribe här förutsåg reduceras till ett mänskligt plan. Istället för en chockerande katastrof får åskådarna ta del av en upphöjd, tragisk finalscen.[6]

- Pagen Oscar - Otto: Pagen Oscar (Otto) är en mansroll som är skriven för en kvinna och var ett nytt rollfack i Verdis operor. Oscar är en genrefigur lånad från den franska musikscenen och partiet är med dess strofvisor och dekorativa, virtuosa koloraturer, som låter ana den franska musikscenen, lämpat för en lättare sopran. "Pagens visa" i balscenen i sista akten har blivit ett av operans mest kända nummer.[5]

- Ulrica: När Verdi valde att skriva Ulricas parti, som var det första som var jämförbart med Azucenas parti i Trubaduren, för en altsångerska och därmed lät en mörk kvinnoröst framställa det ödesmättade, var detta ett relativt nytt grepp hos honom. Ulrica har något mystiskt och mångtydigt över sig. Det går inte att avgöra om hon verkligen är en spåkvinna med övernaturliga krafter eller bara en slugt beräknande, klok affärskvinna.[7]

- Anckarström - Holberg: Han är först sekreterare och hängiven anhängare till kungen, men blir sedan dennes bittre fiende. Hans första aria, "Alla vita che t'aride" ("Du har folkets hjärtan tjusat"), är en strofvisa, den andra, "Eri tu che macchiavi quell'anima" ("Det var du som förgiftade hennes själ"), är lösare i formen och tredelad, vilket ger det häftiga känsloutbrottet och den eftertänksamma kontemplationen en gemensam ram.[8]

- Amelia: Även Amelias soloarior är vemodiga, tyngda av bekymmer och oro. Det finns hos Verdi knappast någon annan kvinnogestalt som är så olycklig, så plågad av samvetskval och som så helt saknar utvägar - olycklig i sitt äktenskap och olycklig i sin hopplösa kärlek. Hennes öde kan kanske närmast jämföras med drottning Elisabeth i Don Carlos. Det är knappast någon tillfällighet att de båda rollerna uppvisar musikaliska likheter. Det här framgår till exempel av Amelias scen och aria som efter ett kort förspel öppnar andra akten: hennes recitativ, "Ecco l'orrido campo" ("Stel av skräck, förlamad"), följs av den vemodiga klangfärgen i det engelska hornet, vars solo inleder den dystra f-moll-arian "Ma dall'arido stelo divulsa" ("Om min fruktan jag lyckas besegra").[7]

## Personer
| Originalversionen 1858 | "Bostonversionen" 1859                      | Erik Lindegrens version 1958 | Röstfack |
| --- | ------------------------------------------- | ---------------------------- | -------- |
| Konung Gustavo | Greve Riccardo di Warwick, Bostons guvernör | Konung Gustav III            | tenor    |
| Greve Anckarström, kungens sekreterare                                                                                              | Renato, Riccardos sekreterare               | Greve Holberg                | baryton  |
| Amelia, hans hustru | Amelia, hans hustru                         | Amelia, hans hustru          | sopran   |
| Madame Arvidson, spåkvinna | Ulrica                                      | Mamsell Ulrica Arfvidsson    | alt      |
| Oscar, kungens page | Oscar, Riccardos page                       | Otto, kammarpage             | sopran   |
| Greve Ribbing, konspiratör | Samuel                                      | Kapten Anckarström           | bas      |
| Greve Horn, konspiratör | Tom                                         | Greve Horn                   | bas      |
| Christano, matros | Silvano, matros                             | Matts, en matros             | bas      |
| En domare | En domare                                   | En biskop                    | tenor    |
| Amelias betjänt | Amelias betjänt                             | Holbergs betjänt             | tenor    |
| Deputerade, officerare, hovmän, pager, matroser, folk av allehanda slag, sammansvurna, balgäster, professionell balett och tjänare. |                                             |                              |          |

## Handling

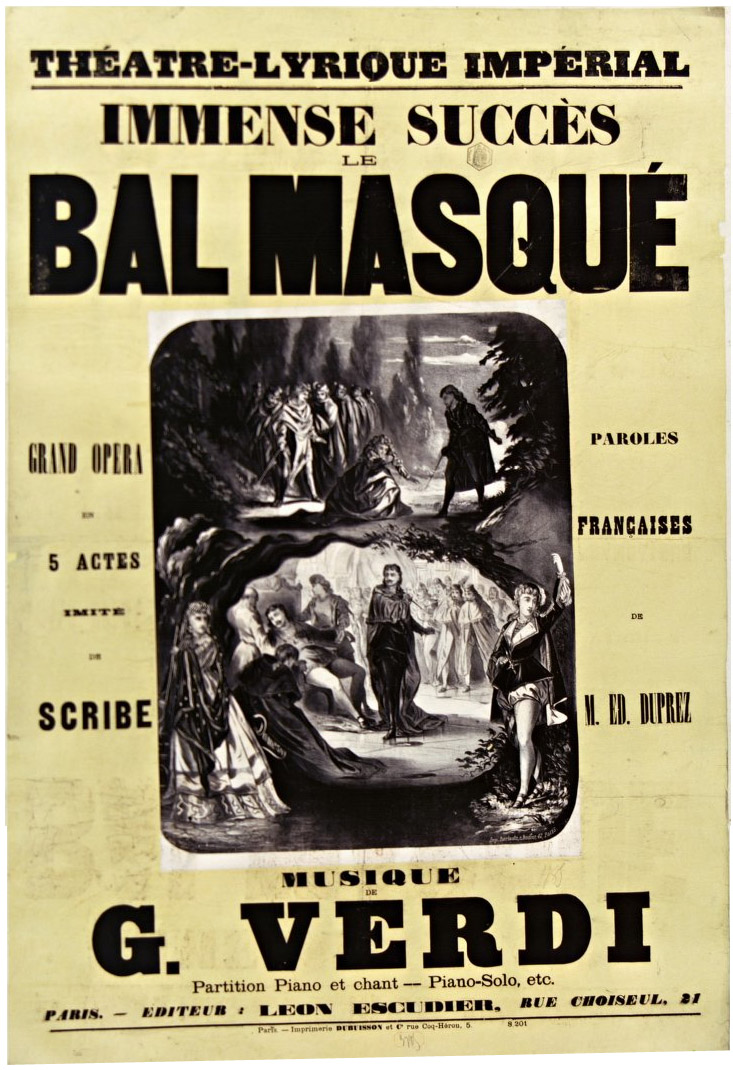
Omslag till franskt nothäfte från 1860-talet.

Operans handling bygger på en historisk händelse: mordet på den svenska kungen Gustav III 1792. Ämnet var känsligt i mitten på 1800-talet, då Europa skakades av flera revolutioner och nationella frihetssträvanden i spåren av den franska revolutionen. På grund av censurens ingripande, ersattes därför kungamordet med ett attentat på en guvernör i Boston och dess närmaste omgivning i slutet av 1600-talet.
Innehållet i originalversionen. Erik Lindegrens rollnamn ges inom parentes när de skiljer sig från dem i originalet.

### Akt I

#### Scen 1
Audienssalen på Stockholm slott. Lever hos Gustav III. Adelsmän och deputerade beviljas audiens, däribland greve Ribbing (Anckarström) och greve Horn samt andra konspiratörer som planerar ett attentat mot kungen. Pagen Oscar (Otto) överräcker till kungen gästlistan för maskeradbalen. Bland gästerna befinner sig Amelia, hustrun till kungens rådgivare och bäste vän, greve Anckarström (Holberg). Kungen är i hemlighet förälskad i Amelia. När hennes make varnar honom för en sammansvärjning blir han endast lättat över vännens ovetskap om hans kärlek till Amelia och avfärdar varningarna. Spåkvinnan Ulrica anklagas för att vara i pakt med djävulen och en biskop kräver att hon döms till landsflykt. Kungen ombeds underteckna domen. Oscar (Otto) tar dock Ulrica i försvar. Gustav III blir nyfiken och bestämmer sig för att söka upp spåkvinnan.

#### Scen 2
Spåkvinnans hus. Många vill låta sig spås av Ulrica, däribland en matros som undrar om han kommer att belönas för sina många år i kungens tjänst. Spådomen som ges honom säger att han kommer att gynnas av lyckan. Den förklädde Gustav III sticker i smyg till honom pengar och en officersfullmakt. En adelsdam blir spådd. Kungen lyssnar i smyg. Det är Amelia som säger sig hysa otillbörlig kärlek till en man och frågar Ulrica hur hon skall övervinna den. Ulrica säger att det på galgbacken växer en ört som skänker glömska, om den plockas vid midnattstimmen. Amelia bestämmer sig för att gå dit samma natt. Gustav III som inser att det är honom som Amelia är förälskad i bestämmer sig för att följa efter henne. Men först låter han sig spås. Ulrica spår att han kommer att mördas av den som först räcker honom handen. När Anckarström (Holberg) blir den förste som räcker kungen handen ses detta som ett tecken på att Ulrica inte är ofelbar. Hon inser förskräckt vem det är hon har spått men det lättade hovfolket stämmer upp en lovsång till kungen. Folket stämmer in i jublet och det planerade attentatet misslyckas. Ulrica varnar förgäves Gustav III för att nonchalera spådomen.

### Akt II

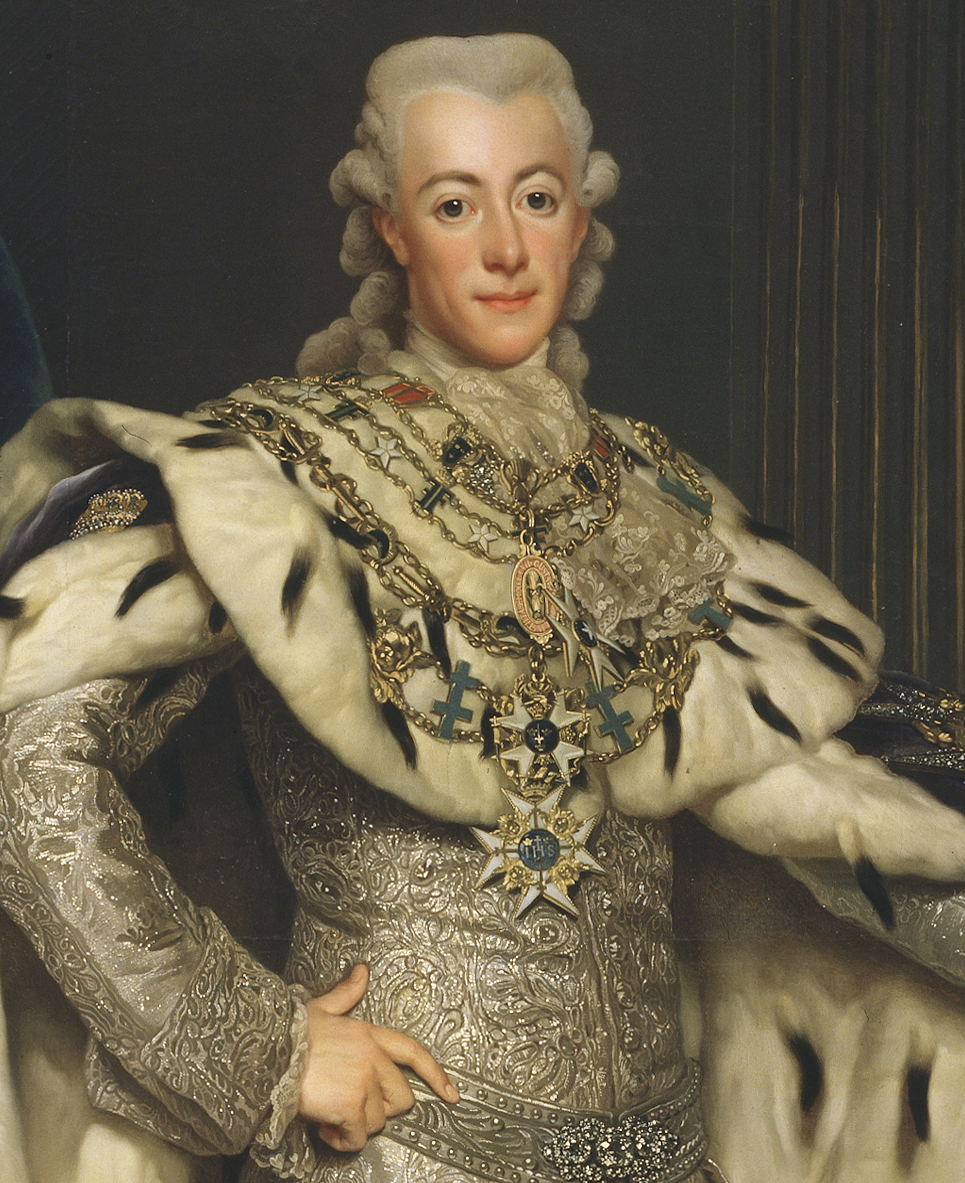
Gustav III målad av Alexander Roslin 1777.

Ett ödsligt område vid foten av en kulle strax utanför Stockholm. Amelia letar efter örten. Gustav III som har följt henne dit, bekänner sin kärlek till henne och hon besvarar hans känslor. Anckarström (Holberg) har följt efter kungen för att varna honom för det planerade attentatet. Han byter mantel med kungen och följer den beslöjade damen tillbaka till staden utan att fråga henne om hennes namn. De sammansvurna tror att Amelias följeslagare är kungen och angriper honom. Amelia går emellan och avslöjar därigenom sin identitet. De sammansvurna hånar den bedragne äkte mannen som blir galen av svartsjuka.

### Akt III

#### Scen 1
Anckarströms (Holbergs) arbetsrum. Anckarström (Holberg) vägrar tro på sin hustru när hon bedyrar sin oskuld och tänker döda henne. Hon får dock tillåtelse att se sitt barn en sista gång. Fristen är tillräcklig för att hennes make nu skall vända sin vrede mot kungen. Han ansluter sig till de sammansvurna. Lotten skall avgöra vem som skall döda kungen. Den faller på Anckarström (Holberg). Pagen Oscar (Otto) kommer med en inbjudan till maskeradbalen, och Amelia misstänker att balen kommer att bli kungens undergång.

#### Scen 2
Kungens privata rum på Operan. Gustav III som slits mellan kärleken till Amelia och vänskapen till Anckarström (Holberg) bestämmer sig för att ge vännen en hög befattning och sända honom och hans hustru utomlands. Amelia varnar i en anonym biljett kungen för attentatet. Men inte heller vid den här varningen fäster kungen någon vikt.

#### Scen 3
En stor festlig balsal. Maskeraden är i full gång. De sammansvurna blandar sig med gästerna. Genom att hota pagen får Anckarström (Holberg) veta bakom vilken mask kungen döljer sig. Amelia försöker förgäves förmå kungen att lämna balen. Gustav III mördas av Anckarström (Holberg). Den döende kungen visar vännen dokumentet med den kungliga befallningen om att sända honom och hans hustru utomlands, svär på att inget otillbörligt har förekommit mellan honom och Amelia, förlåter sin mördare och dör.

## Rekonstruerad ursprungsversion
Genom nya forskningsfynd och nyligen öppnade Verdi-arkiv har en rekonstruktion av Verdis ursprungliga version av operan blivit möjlig. År 2002 hade Göteborgsoperan en uppmärksammad världspremiär på denna ursprungliga version med titeln Gustav III.

## Berömda arior
- Akt 1. Volta la terra (Oscar)
- Akt 2. Ma dall' arido stelo divulsa (Amelia); O qual soave (Riccardo och Amelia)
- Akt 3. Morrò, ma prima in grazia (Amelia); Eri tu che macchiavi quell' anima (Renato)[10]

## Ljudexempel
|  |
|  |

## Inspelningar (urval)
- Un ballo in maschera. Luciano Pavarotti, Katia Ricciarelli, Bianca Berini. Metropolitan Opera Orchestra. Giuseppe Patane, dirigent. Decca DVD 074 3227. 2 DVD. 1980.[11]